# Petersburg (Pennsylvanie)
Pour les articles homonymes, voir Petersburg.
Petersburg est un borough situé au nord de la partie centrale du comté de Huntingdon, en Pennsylvanie, aux États-Unis,. En 2010, il comptait une population de 480 habitants. Le borough est incorporé le 7 avril 1830.

## Démographie
Lors du recensement de 2010, le borough comptait une population de 480 habitants. Elle est estimée, en 2019, à 491 habitants.

### Source de la traduction
- (en) Cet article est partiellement ou en totalité issu de l’article de Wikipédia en anglais intitulé « Petersburg, Pennsylvania » (voir la liste des auteurs).